# Intent de cop d'estat del 1924 a Estònia
L'intent de cop d'estat d'Estònia de 1924 va ser un intent de cop fallit a Estònia l'1 de desembre de 1924, dirigit pel Komintern, i organitzat pel Partit Comunista d'Estònia i bolxevics que en la seva majoria havien estat infiltrats des de la Unió Soviètica. Dels 279 rebels procomunistes que van participar activament, 125 van ser assassinats en acció, més tard més de 500 persones van ser arrestades. Les forces governamentals d'Estònia van perdre 26 homes.

## Antecedents
A la fi de febrer de 1918, durant la Primera Guerra Mundial, la Rússia soviètica va perdre el control dels estats bàltics, que havien pertangut a l'Imperi rus des del tractat de Nystad en 1721. El 24 de febrer de 1918, els polítics estonians van aprofitar el buit de poder resultant i van declarar a Estònia independent com a república sobirana. Un dia després, les tropes imperials alemanyes van marxar sobre Tallinn. L'Imperi alemany va rebutjar rotundament la independència d'Estònia i la creació d'un Estat estonià independent. Només després de la derrota alemanya en la Primera Guerra Mundial, el govern estonià va poder assumir el poder al país al novembre de 1918. La República d'Estònia es va convertir en un estat constitucional democràtic amb característiques occidentals.
El govern bolxevic de Rússia no va reconèixer la sobirania estatal d'Estònia. El 13 de novembre de 1918, les forces russes soviètiques van començar una ofensiva per a reconquerir els estats bàltics. En la guerra d'independència d'Estònia (1918-1920), Estònia va poder afirmar-se militarment enfront de la Rússia soviètica. El 2 de febrer de 1920, tots dos governs van signar un tractat de pau en Tartu. En ella, la Rússia soviètica va reconèixer, de conformitat amb el dret internacional, la independència estatal de la República d'Estònia per sempre. No obstant això, les relacions entre tots dos estats continuen sent tibants i la pau incerta. Pel que fa a la desitjada revolució mundial comunista, l'Estònia d'orientació occidental, amb la seva democràcia burgesa, era una espina en el costat dels bolxevics. A la frontera comuna es van produir repetits incidents i provocacions. En les zones frontereres i al llarg de les línies ferroviàries, l'estat d'emergència va continuar aplicant-se a Estònia fins i tot després del final de la guerra d'independència, la qual cosa va restringir nombroses llibertats civils. Va romandre vigent fins a la dècada de 1930.
El govern soviètic va fer costat extraoficialment al Partit Comunista d'Estònia (EKP), fundat al novembre de 1920, que havia estat membre de la Internacional Comunista des de 1922. La Comintern també va finançar gran part del treball il·legal del EKP com a partit.
Els comunistes van trobar suport entre la població estoniana, especialment entre els sectors perdedors econòmics dels anys de la postguerra. En les eleccions parlamentàries de 1920, la seva organització política principal, el Consell Central de Sindicats d'Estònia, amb 24.000 membres, va obtenir el 5,3% dels vots. En les eleccions parlamentàries de 1923 va ser del 9,5%. L'electorat comunista provenia principalment dels sectors més pobres de la classe treballadora.  En 1924 el proscrit EKP comptava amb uns 2.000 membres.
Els funcionaris comunistes a Estònia van continuar sent objecte d'una dura persecució per part de les autoritats estonianes. Només podien treballar en secret i fer propaganda continuava sent perillosa per a ells. El 3 de maig de 1922, la policia estoniana va localitzar a Viktor Kingissepp, el president del EKP que vivia en la clandestinitat a Tallinn. Va ser condemnat a mort en un judici sumari i executat el mateix dia, amb el seu cos va ser llançat a la mar. En 1923, el líder comunista Jaan Kreuks va ser assassinat a trets per la policia.
La mort de Vladimir Lenin (21 de gener de 1924) van desencadenar una lluita pel poder entre León Trotski i Joseph Stalin. La política exterior de la Unió Soviètica va derivar durant aquest període en relació amb Estònia. L'1 de desembre de 1924 la Komintern va intentar el cop comunista a Estònia.

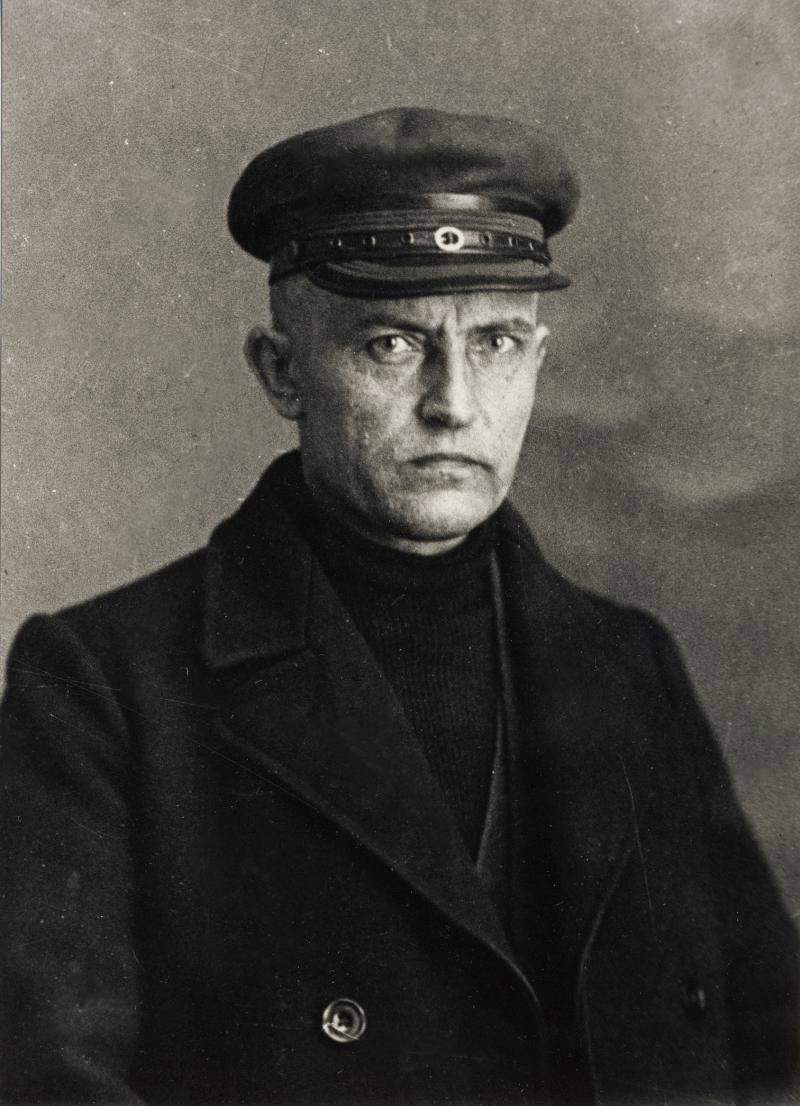
Jaan Anvelt

## Planificació
Seixanta oficials de Razvedupr van ser enviats a Tallinn a la primavera de 1924 per organitzar un aixecament.
El pla va ser elaborat per Jaan Anvelt i  Karl Rimm. Aquest últim era un veterà de la guerra civil russa. El pla preveia un atac principal dirigit a Tallinn, amb cops d'estat posteriors a Tartu, Narva, Pärnu, Viljandi, Rakvere, Kunda i Kohila.
La revolta havia de començar a les 5:15 del matí. Els 279 comunistes, majoritàriament infiltrats des de la Unió Soviètica, estaven armats amb 5 metralladores Thompson, 55 rifles, 65 granades de mà, 8 artefactes explosius i 150 pistoles. S'esperava incorrectament que els obrers i soldats s'unirien a la insurrecció i ajudarien a prendre el poder a la capital. El pla demanava l'establiment d'una república soviètica amb un govern dels treballadors a Estònia.
La majoria dels esquemes es van espatllar pel Procés dels 149 el novembre de 1924, que va eliminar molts organitzadors comunistes potencials. La primera prioritat dels pistolers era fer-se càrrec del Col·legi de Defensa Nacional d'Estònia amb seu al suburbi de Tondi al sud del centre de la ciutat, la principal estació de ferrocarril de via estreta a Tallinn-Väike i un batalló de tropes d'enginyeria a Nõmme.

## Acció

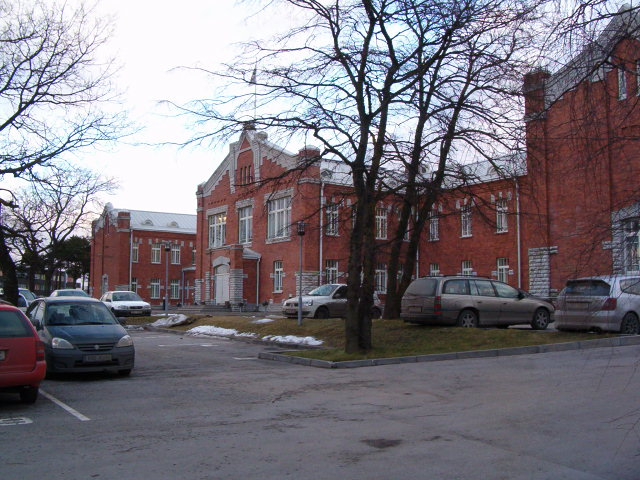
Quarter de Tondi

A finals de novembre de 1924, quan va concloure el Judici dels 149, Moscou va decidir llançar l'aixecament l'1 de desembre. La tarda del 30 de novembre de 1924, els homes que preparaven l'atac al col·legi militar s'havien de reunir a la casa Reimann a un quilòmetre del col·legi. Se suposava que hi havia 140 homes presents, però només n'hi van acudir 56. Els comunistes estaven armats amb una metralladora lleugera, quatre rifles, algunes pistoles i granades de mà. Es van designar tres missatgers per mantenir el contacte amb altres grups i la caserna general.
Els comunistes van començar a moure's l'1 de desembre de 1924, a les 5:00 del matí. Aleshores hi havia 450 cadets, suboficials i oficials al col·legi militar. L'oficial de servei era el tinent Joosep Lääne, assistit per un cadet. El guàrdia de tres membres acabava de tornar a l'edifici després de la seva patrulla.
Quan atacants van arribar al seu objectiu, van atacar el dormitori dels cadets, llançant granades de mà a les finestres i disparant als cadets adormits a la planta baixa. Tres guàrdies assistits per quatre cadets d'artilleria que havien aconseguit treure pistoles semiautomàtiques de 9 mm de l'armeria van bloquejar el pas al primer pis i van obrir foc contra els atacants. Això va donar temps als cadets del primer pis per treure les seves armes de l'armeria i llançar un contraatac, obligant els atacants a retirar-se. Al mateix temps, un grup més reduït d'insurgents havia atacat l’embolic dels cadets, que estava buit perquè l'oficial de servei i el seu ajudant havien abandonat l'edifici.
Una patrulla de cadets va aturar un cotxe que venia de la ciutat. En veure cadets armats, el conductor va intentar escapar, però ell i els seus companys van ser atrapats i portats a l'acadèmia militar. Dos d'ells van resultar ser germans d'un insurgent, Rudolf Vakmann, que havia estat enviat a portar armes des de l'acadèmia. Es va formar un tribunal marcial format per tres oficials. Després d'una breu investigació, els set passatgers van ser executats sumàriament aquella nit.
Nou cadets van resultar ferits durant l'aixecament. Els cadets Arnold Allebras, Aleksander Teder, Aleksander Tomson i August Udras van ser assassinats.

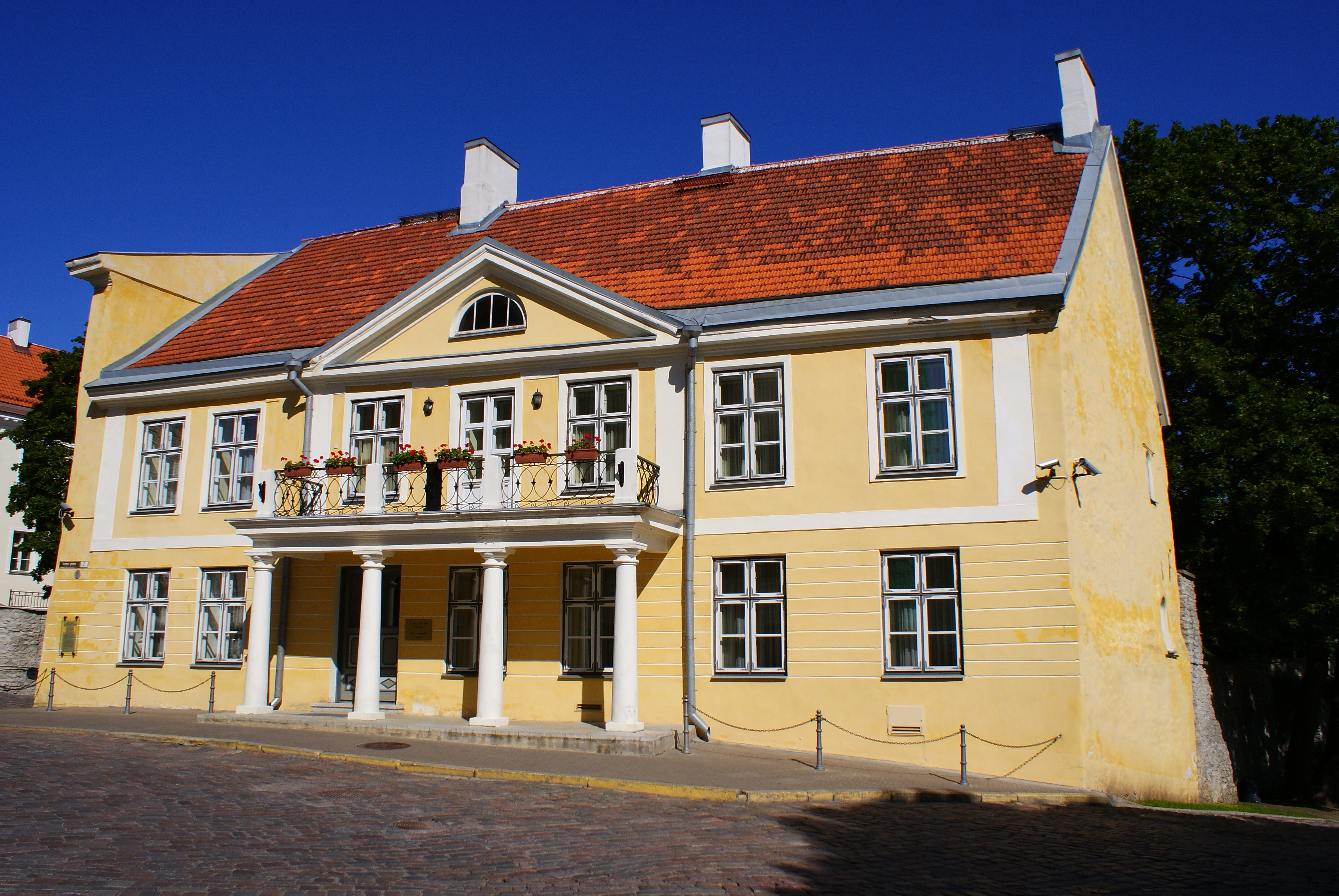
La residència de l'ancià de l'estat de 1919 a 1929, ara la residència de l'ambaixador d'Alemanya a Estònia

Un altre equip de comunistes va atacar el castell de Toompea, on es trobaven les oficines de l’Ancian de l'Estat, Riigikogu i el Govern. Un tercer grup va entrar a l'apartament de l'Ancian de l'Estat darrere de la catedral d'Alexandre Nevski. L'ancià de l'estat, Friedrich Akel, va aconseguir escapar per la porta del darrere.

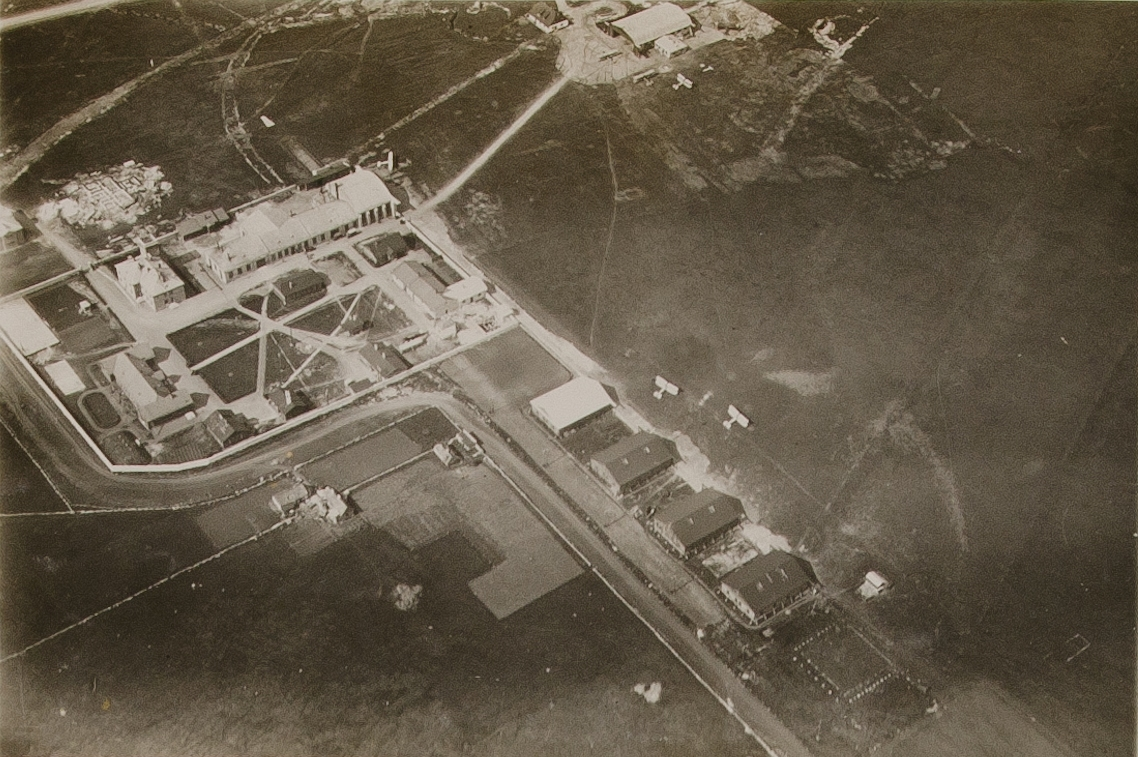
Camp d'aviació de Lasnamäe a finals dels anys vint

Els comunistes van aconseguir capturar l’aeròdrom militar i les casernes de la divisió aèria a Lasnamäe, on alguns soldats s'hi van unir. Tanmateix, les unitats addicionals que van arribar aviat van obligar els atacants a retirar-se. Dos tinents de la força aèria van ser jutjats per la seva col·laboració amb els atacants i van ser condemnats a mort. En veure el seu fracàs, els atacants van segrestar dos avions militars i van intentar escapar a la Unió Soviètica. Un dels avions es va veure obligat a aterrar prop de Narva, però l'altre avió va aconseguir travessar la frontera il·lès.
A la divisió motoritzada, els comunistes van rebre ajuda d'un suboficial, es van fer càrrec del garatge de tancs i van danyar alguns dels tancs, deixant-los inamovibles. Després que el suboficial Loorents fos afusellat per Rudolf Kaptein, un altre suboficial, els insurgents van fugir.
Un altre grup es va fer càrrec de l'estació principal de ferrocarril, va detenir l'agent del dia i va matar diversos policies. Com que tots els trens de passatgers van ser aturats pels insurgents, el ministre de Carreteres, Karl Kark, va decidir comprovar personalment la situació. Va ser ferit mortalment a trets a les escales de l'estació de ferrocarril.
També es va produir un intercanvi de focs a la cantonada dels carrers Vene i Apteegi on hi havia l'oficina de correus principal. El cap de la guarnició de Tartu, el general Ernst Põdder, es trobava a Tallinn fent un encàrrec, i estava prenent una copa en un embolic amb els seus amics prop de l'intercanvi de focs a primera hora del matí. Van notar l'escaramussa′ al carrer i es van precipitar a la batalla.
A les 10:00 les forces governamentals tenien la situació controlada i havien recuperat tots els edificis capturats pels rebels.

## Conseqüències

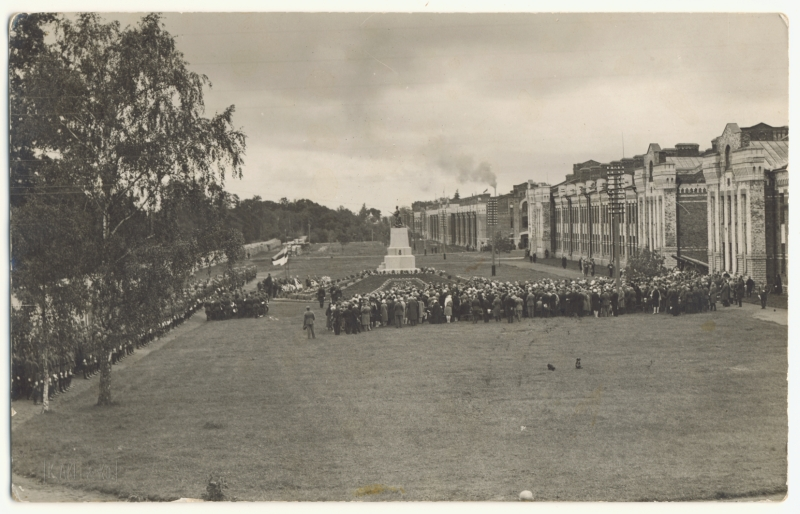
Inauguració del monument als cadets caiguts l'any 1928

Tot i que l’intent de cop va acabar en cinc hores, la caça dels participants va continuar durant diversos dies.
El 5 de desembre de 1924 va tenir lloc una batalla prop de Tallinn a Iru. Els agents de policia van disparar a tres comunistes destacats: Arnold Sommerling, Evald Ambos i Osvald Piiri. El 7 de desembre hi va haver una operació policial al carrer Vilmsi de Tallinn. La policia va assaltar una casa al carrer Vilmsi 50 i va disparar a tres comunistes: G. Kreuks, V. Bogdanov i Rudolf Pälson.
Alguns dels principals organitzadors, inclosos Jaan Anvelt i Rudolf Vakmann, van aconseguir escapar a la Unió Soviètica. Més tard, van ser arrestats i executats per les autoritats soviètiques durant la Gran Purga.
El govern estonià va concedir la Creu de la Llibertat a deu persones per la seva contribució: Johan Laidoner, Johan Unt, Hermann Rossländer, Rudolf Aaman, Richard Brücker, Rudolf Kaptein, August Keng, Alfred Klemmer, Albert Pesur i August Schaurup. Aquesta va ser l'última ocasió en què es va concedir el premi.
Un  Monument als cadets morts durant l'intent de cop de l'1 de desembre de 1924. (també coneguda com l'estàtua dels nois de Tondi) es va inaugurar el 1928 a Tondi, dissenyada per Amandus Adamson. Destruït pels soviètics el 1941, va ser reconstruït a la ubicació original i va ser inaugurat el 15 de maig de 2009 per l'escultor Jaak Soans.
Estònia va ser finalment envaïda i ocupada per la Unió Soviètica durant i després de la Segona Guerra Mundial fins a la restauració de la independència del país el 1991. Durant l'ocupació soviètica d'Estònia de 1944-1991, l'intent de cop comunista de 1924 va ser referit per les autoritats com l'aixecament de Tallinn de l'1 de desembre de 1924 i descrit com a part d'una revolució mundial marxista.
L'any 1974, es va inaugurar un Memorial de l'Aixecament de l'1 de desembre de 1924 als rebels enfront de l'Estació del Bàltic, la principal estació de tren de Tallinn. Va ser enderrocat a principis de la dècada del 1990. La gent feia broma dient que era l'únic monument del món que va aconseguir retratar tots els participants d'un intent de cop (hi havia quatre figures).

## Funerals d'estat
El 4 de desembre de 1924 van tenir lloc els funerals de 21 persones que van morir en la repressió de l'intent de cop d'estat. El servei funerari a l'Església de Kaarli a Tallinn va ser oficiat pel Bisbe Jakob Kukk de l'Església Evangèlica Luterana d'Estònia  i pel Metropolità Aleksander de l'Església Ortodoxa Apostòlica d'Estònia. El gran sacerdot Anton Laar va parlar de la lluita per la llibertat. En nom del Govern de la República, va parlar el governador principal adjunt, ministre de Finances Otto Strandman, i en nom del Riigikogu, va parlar Jaan Tõnisson. L'últim orador va ser el ministre de l'Interior Theodor Rõuk.

## Cinema
- December Heat (2008) dirigida per Asko Kase, és una pel·lícula dramàtica que representa la planificació del cop i els esdeveniments de l'1 de desembre.

- Pregunteu als morts pel preu de la mort (1978) dirigida per Kaljo Kiisk, una pel·lícula dramàtica soviètica, ambientada després del fracàs del cop d'estat uns mesos després des del punt de vista d'un idealista comunista arrestat anomenat Anton Sommer.